# Carex firmior
Carex firmior är en halvgräsart som först beskrevs av Norman, och fick sitt nu gällande namn av Holmb. Carex firmior ingår i släktet starrar, och familjen halvgräs. Inga underarter finns listade i Catalogue of Life.